# 후각 수렵견

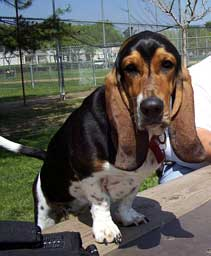
바셋하운드

후각 수렵견(영어: scenthound)은 수렵견의 한 종류로, 뛰어난 후각으로 사냥감을 추적한다. 길게 늘어진 귀를 가지고 있는 경우가 많다. 그들은 원래 켈트족에게 길들여진 것으로 추정된다.

## 같이 보기
- 수렵견
- 사냥개
- 시각 수렵견